# Az ír
Az ír (eredeti cím: The Irishman, illetve I Heard You Paint Houses) 2019-ben bemutatott bűnügyi filmdráma Martin Scorsese rendezésében. A forgatókönyvet Charles Brandt Hallom, szobafestő vagy című 2004-es regénye alapján Steve Zaillan írta. A főbb szerepekben Robert De Niro, Al Pacino és Joe Pesci látható, Ray Romano, Bobby Cannavale, Anna Paquin, Stephen Graham, Stephanie Kurtzuba, Jesse Plemons, és Harvey Keitel pedig jelentősebb mellékszerepeket játszanak.
2014 szeptemberében jelentették be, hogy évekig tartó nehézkes előkészületeket követően ez lesz Scorsese következő filmje a Némaság (2016) után. De Niro és Pacino ezt követően tették közzé a hírt, miszerint csatlakoznak a projekthez, Pesci pedig ennek a filmnek a kedvéért tért vissza nemhivatalos visszavonulását követően. A forgatás 2017 szeptemberétől 2018 márciusáig tartott. 159 millió dolláros költségvetésével és 209 perces hosszával Scorsese legdrágább és leghosszabb filmje lett. Magas költségvetését annak is köszönheti, hogy a színészeket számítógépes technika segítségével fiatalították meg.
A film a 2019-es New York-i Filmfesztiválon debütált, majd november 1-jén korlátozott számú moziban mutatták be, november 27-én pedig a Netflixen is elérhetővé vált. A film a kritikusok és a nézők körében is egyértelműen pozitív fogadtatásban részesült.

## Rövid történet
Egy teherautósofőr előbb verőember lesz, később Jimmy Hoffa szakszervezeti vezető barátjává válik. Majd pedig parancsra gyilkolnia kell.

## Cselekmény
Frank Sheeran, aki a cselekmény kezdetekor egy idősek otthonában lakik, és tolószékhez van kötve, elmeséli, hogyan keveredett bele az alvilág ügyeibe, mint második világháborús veterán és teherautó-sofőr. Az 1950-es években autójával húst szállított, árujának egy részét pedig a philadelphiai maffiának kezdte el értékesíteni. Amikor egy alkalommal a szállítmány rejtélyes módon eltűnik, a szakszervezet ügyvédje, Bill Bufalino tisztázza őt a munkaügyi perben, miután Frank nem hajlandó megnevezni azokat, akiknek eladott a húsból. Bill bemutatja Franket az unokatestvérének, Russell Bufalinónak, a philadelphiai maffia fejének. Szép lassan elkezd különféle munkákat elvégezni az alvilágnak, köztük gyilkosságokat is. Egy idő után Russell bemutatja Franket Jimmy Hoffának, az ismert és elismert szakszervezeti vezérnek, aki pénzügyi kapcsolatban áll a maffiával. Hoffa dolgát megnehezíti a feltörekvő Anthony Provenzano, aki a helyére pályázik, és a szövetségi kormányzat ügynökei. Hoffa közeli barátságba kerül Frankkel és családjával, különösen a lányával, Peggyvel, Frank pedig a testőrévé válik.
Miután 1960-ban megválasztják elnöknek John F. Kennedy-t, Russell örül, Hoffa viszont dühöng. Különösen azért, mert az elnök testvére, Robert Kennedy lett a legfőbb ügyész, aki eltökélt volt abban, hogy kerül, amibe kerül, de elkapja Hoffát. 1964-ben ez sikerül is, és csalás, valamint a bíróság megvesztegetése miatt börtönbüntetésre ítélik. Míg odabent van, helyettese, Frank Fitzsimmons lesz az új szakszervezeti vezető, aki elkezdi elherdálni a tagság nyugdíjalapját, melyből kamatmentes kölcsönöket nyújt az alvilágnak. Provenzanóval, akit zsarolás miatt szintén elítélnek, a börtönben végzetesen megromlik a viszonya Hoffának. Végül 1971-ben szabadul Nixon elnök kegyelméből, azzal, hogy 1980-ig semmilyen vezető tisztséget nem tölthet be a szakszervezetben. Ennek ellenére Hoffának azon jár az esze, hogyan szerezheti vissza régi hatalmát.
Hoffa arrogáns viselkedése és a többi vezetővel szembeni tiszteletlensége elkezdi aggasztani a maffiafőnököket, köztük Russellt is. 1973 októberében, egy Frank tiszteletére rendezett gálavacsorán Russell megmondja Franknek, hogy üzenje meg Hoffának: többeknek nem tetszik, amit csinál, és jó lesz vigyáznia. Átadja az üzenetet, csakhogy Hoffa visszavág azzal, hogy tud dolgokat a legtöbb maffiózóról, köztük Russellről is, amit ők nem is sejtenek. Azt állítja, hogy ő érinthetetlen, mert ha vele bármi történne, mindannyian börtönben kötnek ki.
1975-ben, miközben úton vannak Bill lányának esküvőjére, Russell elárulja Franknek, hogy Hoffa viselkedése mostanra tűrhetetlenné vált, és meg kell halnia. Ha ez nem lenne elég, Franknek kell megölnie őt, mert attól tartanak, hogy máskülönben megmentené vagy figyelmeztetné őt, figyelemmel a köztük fennálló jó kapcsolatra. Kimennek egy repülőtérre, ahonnét egy különgéppel Frank Detroitba utazik. Ugyan azt ígéri Hoffának, hogy már reggel a városban lesz, de csak délután érkezik meg. Hoffa, akinek elvileg találkozója lenne Provenzanóval és Anthony Giacalonéval, meglepődik, hogy Frank jön érte autóval, vele pedig mostohafia, Chuck, és Salvatore Briguglio, egy másik bűnöző. Elhitetik vele, hogy a találkozóra nem egy étteremben, hanem egy házban kerül sor. Hoffa megnyugszik Frank jelenlététől, és bemennek a házba. Amikor meglátja, hogy odabent nincs senki, el akar menekülni, de Frank hidegvérrel lelövi őt. Nem sokkal a távozása után a holttestet két bűnöző egy krematóriumba viszi, eltüntetve a gyilkosság minden nyomát.
Végül Franket, Russellt, Provenzanót, és a többieket is mind elítélik, de más bűncselekmények miatt, és egyiknek sincs köze Hoffa meggyilkolásához. Szép lassan elkezdenek meghalni, egyikük a másik után, míg csak Frank marad életben, aki szabadulása után egy öregek otthonába kerül. Próbál bocsánatot kérni lányaitól, de Peggy megszakít vele minden kapcsolatot. Végül idős korában egy katolikus pap segítségét és feloldozását kéri, aki rendszeresen meglátogatja őt. A film legvégén a karácsonyi ünnepekre készülődés előtt a pap távozik, de az ajtót Frank kérésére (ahogy Hoffa csinálta annak idején) résnyire nyitva hagyja.

## Szereplők
| Szerep                   | Színész              | Magyar hang          |
| ------------------------ | -------------------- | -------------------- |
| Frank Sheeran            | Robert De Niro       | Reviczky Gábor       |
| Jimmy Hoffa              | Al Pacino            | Dunai Tamás          |
| Russell Bufalino         | Joe Pesci            | Harsányi Gábor       |
| Bill Bufalino            | Ray Romano           | Szabó Sipos Barnabás |
| Felix "Borotva" Ditullio | Bobby Cannavele      | Schmied Zoltán       |
| Peggy Sheeran            | Anna Paquin          | Mezei Kitty          |
| Fiatal Peggy Sheeran     | Lucy Gallina         | Kobela Kira          |
| Anthony Provenzano       | Stephen Graham       | Varga Gábor          |
| Angelo Bruno             | Harvey Keitel        | Csuha Lajos          |
| Irene Sheeran            | Stephanie Kurtzuba   | Kiss Mari            |
| Carrie Bufalino          | Kathrine Narducci    | Igó Éva              |
| Josephine Hoffa          | Welker White         | Kovács Nóra          |
| Chuckie O'Brien          | Jesse Plemons        | Előd Álmos           |
| Robert Kennedy           | Jack Huston          |                      |
| Anthony Salerno          | Domenick Lombardozzi |                      |
| Suttogó DiTullio         | Paul Herman          | Varga T. József      |
| Salvatore Briguglio      | Louis Cancelmi       | Seder Gábor          |
| Frank "Fitz" Fitzsimmons | Gary Basaraba        |                      |
| Dolores Sheeran          | Marin Ireland        | Nemes Takách Kata    |
| Fiatal Dolores           | India Ennenga        |                      |
| Joe Gallo                | Sebastian Maniscalco | Kőszegi Ákos         |
| John McCullough          | Kevin O'Rourke       | Kapácsy Miklós       |
| Joey Glimco              | Bo Dietl             | Petridisz Hrisztosz  |
| Allen Dorfman            | Jake Hoffmann        | Penke Bence          |
| Don Rickles              | Jim Norton           | Forgács Gábor        |
| Johnny                   | Robert Funaro        | Harmath Imre         |

## Háttér és forgatás
Miután 2004-ben Robert De Niro elolvasta Charles Brandt könyvét, izgatottá vált, és felkereste Scorsesét, hogy ebből érdemes lenne filmet forgatni. A rendező Al Pacinót és Joe Pescit szerette volna felkérni a további főbb szerepekre. 2007-ben el is kezdték az előkészületeket, melyek igen nehezen haladtak, az újabb cselekményszálak bevonása és a forgatókönyv többszöri átírása miatt. Ennek köszönhetően a bemutató időpontját határozatlan időre törölték, Scorsese pedig helyette leforgatott három másik filmet: "A leleményes Hugo"-t, "A Wall Street farkasát", és a "Némaság"-ot. 2009-ben a forgatókönyvet Brandt közreműködésével komolyan átírták. 2014 szeptemberében először Pacino mondta, hogy ez lesz a következő Scorsese-film, majd 2015-ben De Niro is megerősítette, hogy Steven Zaillan forgatókönyvíróval már dolgoznak rajta.
2017 júliusában bejelentették, hogy a filmben számos időbeli visszatekintés lesz látható, melynek során a színészeket digitális technikával megfiatalítják és öregítik. De Niro maga 24 évesen és 80 évesen is látható lesz a filmben, állították. Ekkor jelentették be a főbb szereplőket is. Ray Romano, Bobby Cannavale és Harvey Keitel csatlakoztak a stábhoz, Joe Pesci viszont ekkor még nem. Őt Scorsesének számtalan alkalommal kellett győzködnie, hogy vállalja el a szerepet, mert az nem a korábban megszokott gengszter-szerep lesz.
Az 1995-ös Casino után ekkor állt újra össze a klasszikus Scorsese-De Niro páros, a kilencedik közös filmjükre. Ez De Niro és Pacino negyedik közös filmje ("A keresztapa II.", a "Szemtől szemben" és "A törvény gyilkosa" után), a hetedik, amiben De Niro és Pesci is játszottak (a "Dühöngő bika", a "Volt egyszer egy Amerika", a "Nagymenők", a "Bronxi mese", a "Casino", és "Az ügynökség" után), és meglepő módon az első, amelyben Pacino és Pesci is játszanak. Ez az első Scorsese-film, amiben Al Pacino is játszik.
A forgatást eredetileg 2017 augusztusában kezdték volna New York-ban, egészen decemberig. Végül egy hónap csúszással kezdték, 108 forgatási napon keresztül, egészen a következő év márciusáig. Hudson Valley-ben, Salisbury Mills-ben és Suffernben végeztek további forgatásokat. 117 helyszínen 309 különböző jelenetet forgattak le. A három főszereplőt egy tréner kísérte el, aki azokat a gesztúrákat sajátíttatta el velük, hogyan kell a testbeszédükkel sokkal fiatalabb ember látszatát kelteni. A forgatás 35mm-es filmre történt, Arricam ST, LT és RED Helium kamerákkal, két Alexa Mini digitális kamerával a fiatalítós jelenetekhez. A fiatal arc hatását különleges infravörös fényre reagáló sminkkel és az arcra rögzített láthatatlan pontokkal készítették elő. Az infravörösen megvilágított arcokat a középső kamera normálnak látta, a két oldalsó segédkamera azonban látta az arcon megjelölt pontokat és rögzítette azok mozgását, ezek segítségével pedig megadta a kiindulási alapot a szoftveres arc-módosításhoz. A fiatalításhoz az Industrial Light & Magic technikáját használták fel. Kísérletképpen, hogy megvizsgálják, hogyan is működik a technika a gyakorlatban, újra leforgatták a Nagymenők egyik jelenetét, megfiatalítva a szereplőket, és az eredményt látva elégedettek voltak. A kritikusok véleménye azonban más volt: a húszas-harmincas éveiben látható De Niro és az elvileg 39 éves Jimmy Hoffát játszó Pacino játéka ellenére látható, hogy a színészek már a hetvenes éveikben jártak.
A film magas költségvetése is a bemutatás előtt álló egyik akadály volt, 2016-ban a mexikói Fábrica De Cine, rajtuk keresztül pedig a Paramount Pictures ajánlott fel 100 millió dollárt, cserébe a forgalmazási jogokért. 2017 februárjában aztán a költségek emelkedése miatt kiszálltak, ekkor vette meg a Netflix a jogokat azzal, hogy 2019 októberéig meg kell jelennie a filmnek.

## Filmzene
1. “In the Still of the Night” – The Five Satins
2. “Tuxedo Junction” – Glenn Miller & His Orchestra
3. “I Hear You Knockin’” – Smiley Lewis
4. “The Fat Man” – Fats Domino
5. “El Negro Zumbón” – Flo Sandon’s
6. “Le Grisbi” – Jean Wetzel
7. “Delicado” – Percy Faith & His Orchestra
8. “Have I Sinned” – Donnie Elbert
9. “Theme for The Irishman” – Robbie Robertson
10. “Song of the Barefoot Contessa” – Hugo Winterhalter & His Orchestra
11. “A White Sport Coat (and a Pink Carnation)” – Marty Robbins with Ray Conniﬀ
12. “Canadian Sunset (Single Version)” – Eddie Heywood
13. “Honky Tonk, Pt. 1” – Bill Doggett
14. “Melancholy Serenade” – Jackie Gleason
15. “Qué Rico el Mambo” – Pérez Prado
16. “Cry” – Johnnie Ray & The Four Lads
17. “Sleep Walk” – Santo & Johnny
18. “The Time Is Now” – The Golddiggers
19. “Al Di La” – Jerry Vale & The Latin Casino All Stars
20. “Pretend You Don’t See Her” – The Latin Casino All Stars

## Fogadtatás
A film általában véve pozitív kritikákat kapott.
Az Index a kritikusa úgy véli, hogy „nem olyan csillogó, szórakoztató maffiatabló Az ír, mint amilyen a Nagymenők vagy a Casino volt, de nagyon messze van A Wall Street farkasa világától is. [...] Az Ír igazi csapatmunka, elképesztő látni, hogy ezek a többnyire 80 felé ballagó emberek még mindig ennyire erőteljes filmet tudnak készíteni.” A Puliwood szerint „nehéz összefoglalni Az ír cselekményét, mert egy generációkon átívelő történet, ami egyszerre kaotikus stílusgyakorlat, és szenvtelen, önazonos kor, illetve jellemrajz. Az eseményeket a főhős narrálja megfáradt öregemberként, ezáltal rengeteget ugrálunk az időben. Másodpercek alatt éveket utazunk, mégis megvan a keret és jól elkülöníthetők Sheeran pályafutásának állomásai.” A 444 kritikája szerint „a film első felében borzasztóan zavaró, hogy az idős színészeket digitálisan megfiatalították, bármennyire is kisimították az arcukat, a testtartásuk, a hangjuk, a szemük elárulja, hogy valójában már igencsak idősek. [...] Mivel a megfiatalított színészek nagyon furcsán néznek ki, folyton kizökkentenek, és végeredményben újra meg újra eszünkbe juttatják: elkéstünk, ezek a legendák nem erejük teljén álltak össze, ez már nem ugyanaz, mintha ugyanezt az 1980-as években hozták volna össze, hanem csak egy utolsó közös kép búcsúzóul.”

## Fordítás
Ez a szócikk részben vagy egészben  a   The Irishman című angol Wikipédia-szócikk ezen változatának fordításán alapul.  Az eredeti cikk szerkesztőit annak laptörténete sorolja fel. Ez a jelzés csupán a megfogalmazás eredetét és a szerzői jogokat jelzi, nem szolgál a cikkben szereplő információk forrásmegjelöléseként.